# Skythrenchelys lentiginosa
Skythrenchelys lentiginosa är en fiskart som beskrevs av Castle och Mccosker, 1999. Skythrenchelys lentiginosa ingår i släktet Skythrenchelys och familjen Ophichthidae. Inga underarter finns listade i Catalogue of Life.